# Grand Forks
Grand Forks ist eine Stadt (mit dem Status „City“) und Verwaltungssitz des Grand Forks County im US-amerikanischen Bundesstaat North Dakota. Das U.S. Census Bureau hat bei der Volkszählung 2020 eine Einwohnerzahl von 59.166 ermittelt.
Grand Forks ist die Kernstadt der Metropolregion Greater Grand Forks, die sich beiderseits der Grenze zwischen North Dakota und Minnesota erstreckt und im Wesentlichen aus Grand Forks und der Nachbarstadt East Grand Forks in Minnesota besteht.

## Geographie
Grand Forks liegt im Osten North Dakotas am Red River of the North, der die Grenze zu Minnesota bildet. Die geographischen Koordinaten von Grand Forks sind 47°55′31″ nördlicher Breite und 97°01′57″ westlicher Länge. Das Stadtgebiet erstreckt sich über eine Fläche von 49,9 km².
Benachbarte Orte von Grand Forks sind neben East Grand Forks am gegenüberliegenden Ufer des Red River Fisher in Minnesota (23,9 km südöstlich), Thompson (22,2 km südsüdwestlich), die Grand Forks Air Force Base (30,2 km westlich) und Manvel (21,1 km nordwestlich).
Die nächstgelegenen größeren Städte sind Winnipeg in der kanadischen Provinz Manitoba (236 km nördlich), Duluth in Minnesota am Oberen See (430 km ostsüdöstlich), Minneapolis in Minnesota (506 km südöstlich), Fargo (130 km südlich) und North Dakotas Hauptstadt Bismarck (401 km westsüdwestlich).
Die Grenze zu Kanada befindet sich 125 km nördlich.

## Verkehr
Durch den Westen von Grand Forks verläuft in Nord-Süd-Richtung die Interstate 29, die die kürzeste Verbindung von Winnipeg nach Kansas City in Missouri bildet. Deckungsgleich mit der I 29 verläuft hier der U.S, Highway 81. In West-Ost-Richtung führt der U.S. Highway 2 durch das Stadtgebiet von Grand Forks und verlässt danach den Bundesstaat in östlicher Richtung über eine Brücke über den Red River. Alle weiteren Straßen innerhalb des Stadtgebiets sind untergeordnete Landstraßen, teils unbefestigte Fahrwege sowie innerörtliche Verbindungsstraßen.
Im Knotenpunkt Grand Forks treffen mehrere Eisenbahnstrecken der BNSF Railway zusammen.
Der Grand Forks International Airport liegt 12,9 km westnordwestlich vom Stadtzentrum. Die nächsten größeren Flughäfen sind der Hector International Airport in Fargo (125 km südlich) und der Winnipeg James Armstrong Richardson International Airport (238 km nördlich).

## Geschichte
Der Ort wurde erstmals von einem Dampfboot-Kapitän namens Alexander Griggs besiedelt. Zuvor war es ein Handelsplatz der Indianer. Der Name „Grand Forks“ (deutsch Große Gabelung, gemeint ist die Teilung der Flüsse Red River und Red Lake River) wurde erstmals 1870 genannt. Seit 1883 beheimatet Grand Forks die University of North Dakota. Außerdem ist sie ein Luftwaffenstützpunkt, allerdings soll die Grand Forks Air Force Base mit dem IATA-Flughafencode RDR geschlossen werden. Bis zur planmäßigen Zerstörung der Minuteman-Raketensilos als Folge der teilweisen Abrüstung in den 1990er Jahren waren die Minuteman-Interkontinentalraketen in Grand Forks Bestandteil des strategischen Nukleararsenals der USA. Heute sind in Grand Forks keine Interkontinentalraketen mehr stationiert. 1997 wurde die Stadt großflächig überflutet und stark zerstört.

## Demografische Daten
Nach der Volkszählung im Jahr 2010 lebten in Grand Forks 52.838 Menschen in 22.260 Haushalten. Die Bevölkerungsdichte betrug 1058,9 Einwohner pro Quadratkilometer. In den 22.260 Haushalten lebten statistisch je 2,21 Personen.
Ethnisch betrachtet setzte sich die Bevölkerung zusammen aus 89,7 Prozent Weißen, 2,0 Prozent Afroamerikanern, 2,9 Prozent amerikanischen Ureinwohnern, 2,2 Prozent Asiaten sowie 0,7 Prozent aus anderen ethnischen Gruppen; 2,5 Prozent stammten von zwei oder mehr Ethnien ab. Unabhängig von der ethnischen Zugehörigkeit waren 2,8 Prozent der Bevölkerung spanischer oder lateinamerikanischer Abstammung.
18,4 Prozent der Bevölkerung waren unter 18 Jahre alt, 71,5 Prozent waren zwischen 18 und 64 und 10,1 Prozent waren 65 Jahre oder älter. 48,8 Prozent der Bevölkerung war weiblich.

Das mittlere jährliche Einkommen eines Haushalts lag bei 46.050 USD. Das Pro-Kopf-Einkommen betrug 25.807 USD. 16,7 Prozent der Einwohner lebten unterhalb der Armutsgrenze.

## Bildung
Grand Forks ist Sitz der University of North Dakota, der größten und ältesten Universität von North Dakota.

## Söhne und Töchter der Stadt
- Walter Maddock (1880–1951), Gouverneur von North Dakota
- Richard Blackburn Black (1902–1992), Polarforscher
- Francis T. Haxo (1921–2010), Meeresbiologe
- John Bennett (* 1930), Weitspringer
- Mancur Olson (1932–1998), Wirtschaftswissenschaftler
- Kenneth Purpur (1932–2011), Eishockeyspieler
- James Rosenquist (1933–2017), Pop-Art-Maler
- Ray Holmberg (* 1943), Politiker und Straftäter
- Leonard Peltier (* 1944), seit 1977 inhaftierter, zu lebenslanger Haft verurteilter Aktivist des American Indian Movement
- Dickie Peterson (1946–2009), Musiker
- Lynn Anderson (1947–2015), Country-Sängerin
- Natalie West (* 1956), Schauspielerin
- Sam Childers (* 1962), Outlaw-Motorcycle-Gangmitglied, engagiert sich für Waisenkinder im Südsudan
- Paul Wehage (* 1963), Komponist und Saxophonist
- Mark Driscoll (* 1970), evangelikaler Pastor, Gemeindegründer und Buchautor
- Kam Heskin (* 1973), Schauspielerin und Model
- Grant Potulny (* 1980), Eishockeyspieler und -trainer
- Andy Schneider (* 1981), Eishockeyspieler
- Alan Ritchson (* 1982), Model, Schauspieler und Sänger
- Robbie Bina (* 1983), Eishockeyspieler
- Jean-Philippe Lamoureux (* 1984), Eishockeytorwart
- Ryan Potulny (* 1984), Eishockeyspieler und -trainer
- Nicole Linkletter Nathanson (* 1985), Siegerin der fünften Staffel von America’s Next Top Model
- Mario Lamoureux (* 1988), Eishockeyspieler
- Jocelyne Lamoureux (* 1989), Eishockeyspielerin und -trainerin
- Monique Lamoureux (* 1989), Eishockeyspielerin und -trainerin
- Paul LaDue (* 1992), Eishockeyspieler
- Doug McDermott (* 1992), Basketballspieler
- Luke Johnson (* 1994), Eishockeyspieler
- Joel Harlow (* 20. Jahrhundert), Maskenbildner

## Städtepartnerschaft
- Ischim in der westsibirischen Oblast Tjumen, Russland